# Mordellistena freyi
Mordellistena freyi là một loài bọ cánh cứng trong họ Mordellidae. Loài này is voor het eerst wetenschappelijk beschreven bởi Ermisch.

## Hình ảnh

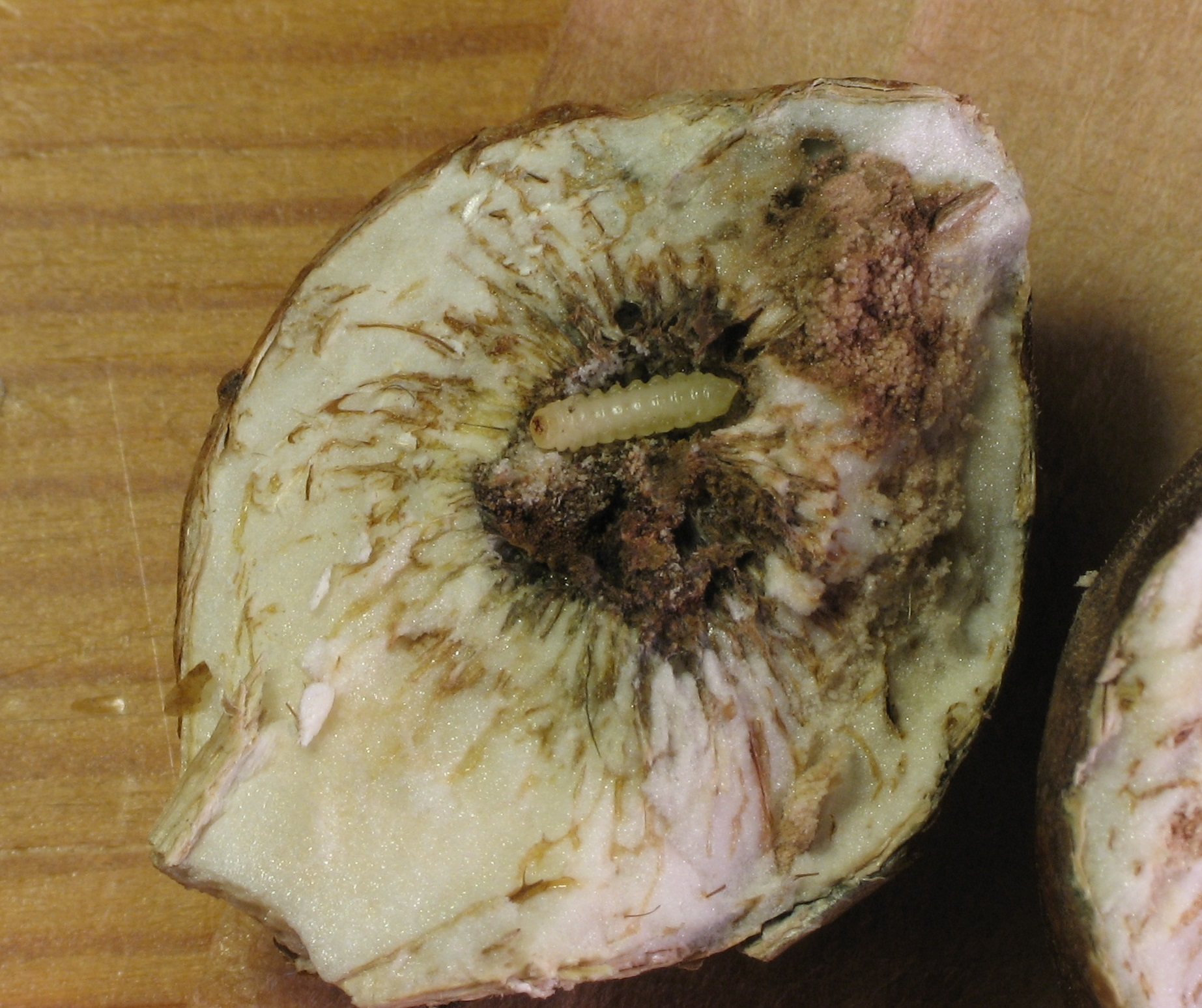